# Cleistanthus robinsonii
Cleistanthus robinsonii är en emblikaväxtart som beskrevs av Adolph Daniel Edward Elmer. Cleistanthus robinsonii ingår i släktet Cleistanthus och familjen emblikaväxter. Inga underarter finns listade i Catalogue of Life.